# IMAM Ro.43
L'IMAM Ro.43 fu un idroricognitore a galleggiante centrale biplano prodotto dall'azienda italiana Industrie Meccaniche Aeronautiche Meridionali (IMAM) negli anni trenta ed utilizzato nel ruolo di ricognitore marittimo imbarcato nelle unità maggiori della Regia Marina nel periodo interbellico e durante la Seconda guerra mondiale.

## Storia del progetto
Fin dagli anni venti la Regia Marina valutò l'opportunità di dotare alcune delle sue unità di velivoli di supporto. Per ovviare alle difficoltà di utilizzo in presenza di mare grosso, vennero installate delle strutture di lancio, vere e proprie catapulte, sulle quali veniva opportunamente fissato il velivolo che veniva portato ad una velocità sufficiente per consentirne il decollo.
Dopo l'utilizzo di vari idrovolanti progettati per l'uso civile come i Macchi M.18, o i più specifici Piaggio P.6 e CANT 25, nel 1933 la Regia Marina emise una specifica per la fornitura di un nuovo velivolo atto a sostituire i precedenti modelli. Tra le caratteristiche era richiesta una velocità di 240 km/h, con un'autonomia di 600 km o di 5 h e 30 min.
Al bando di concorso parteciparono numerose aziende aeronautiche italiane, la Società Rinaldo Piaggio con i suoi P.18 e P.20, la CMASA che proponeva l'MF.10, la Cantieri Riuniti dell'Adriatico con il CANT Z.504, l'Aeronautica Macchi con il suo C.76 e la Meridionali.
La IMAM presentò un progetto affidato all'ingegnere Giovanni Galasso, il quale sviluppò dal pari ruolo terrestre Ro.37 bis una variante idro mantenendo molte parti comuni. Il nuovo velivolo si differenziava principalmente per l'adozione di una diversa configurazione alare biplana e di un galleggiante centrale più gli equilibratori per poter operare dalla superficie del mare.
Il prototipo, che assunse la designazione Ro.43, venne portato in volo per la prima volta il 19 novembre 1934 e, grazie alla sua struttura più leggera di quella dei concorrenti, risultò possedere caratteristiche più rilevanti, raggiungendo prestazioni ben al di sopra delle specifiche richieste; valutato dalla commissione della Regia Marina, venne giudicato vincitore, ottenendo per la Meridionali un contratto di fornitura e divenendo la dotazione standard per tutte le maggiori unità della flotta. La produzione iniziò negli stabilimenti IMAM nel 1935, anno in cui iniziò la consegna ai reparti operativi, protraendosi fino al 1941 dopo aver realizzato oltre 200 esemplari.

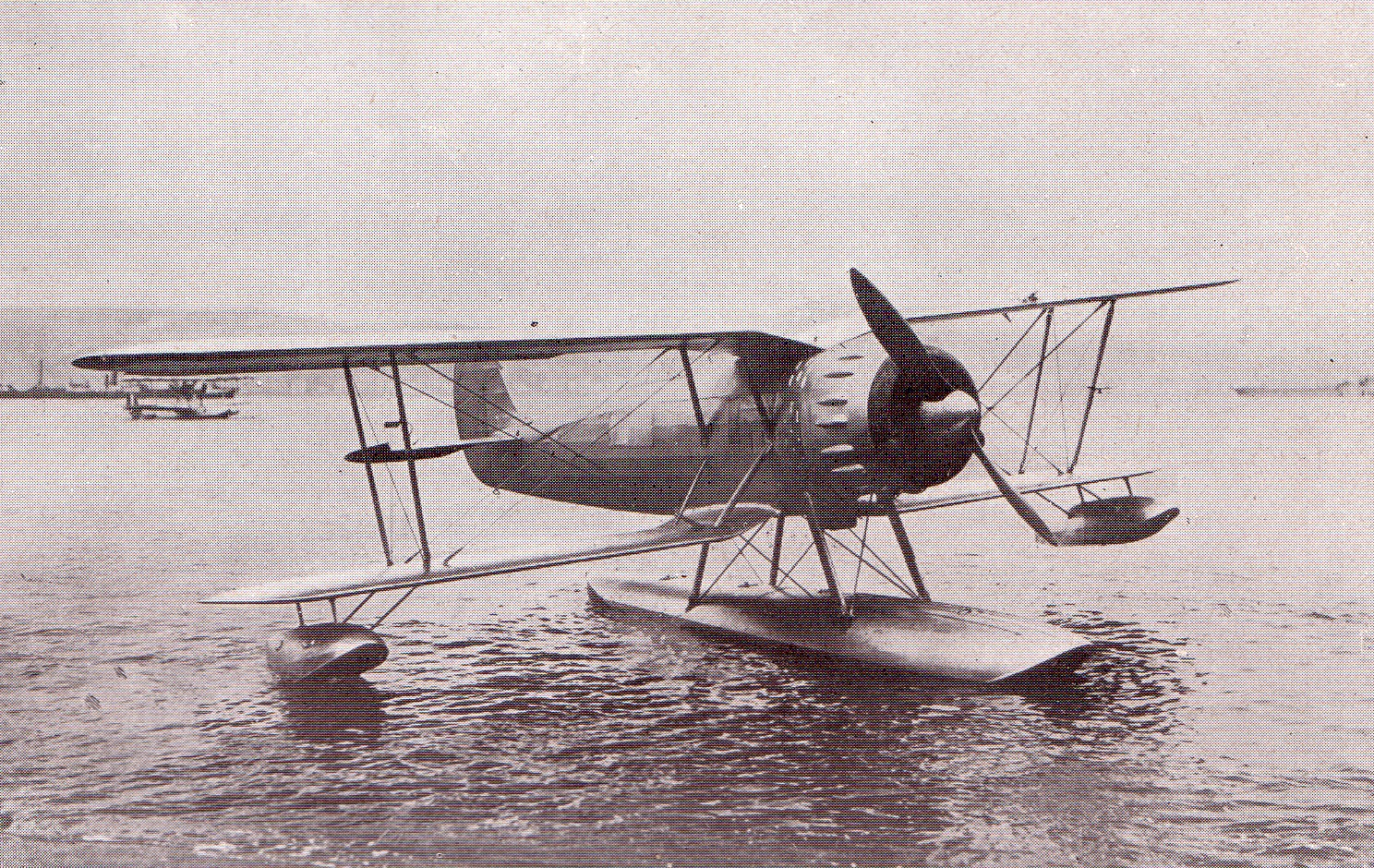
il prototipo del Ro.43 (M.M. 244) con motore Piaggio P.IX e cappottatura bugnata

## Tecnica
(fonte: Ministero dell'Aeronautica Direzione Generale delle costruzioni e degli approvvigionamenti Idronavale Ro.43 (motore Piaggio P.X.R) S.A. Industrie Aeronautiche Romeo Napoli Istruzioni per il montaggio e la regolazione C.A.295 datato 24 febbraio 1937 dove non diversamente specificato.

### Cellula
Sviluppato dal ricognitore Ro.37, del quale manteneva la struttura e le caratteristiche salienti, il Ro.43 era un idrovolante da ricognizione imbarcato a cellula biplana ripiegabile catapultabile, monomotore, biposto a doppio comando.
La fusoliera era realizzata in tubi in acciaio al cromo-molibdeno saldati con Saldatura autogena, a sezione rettangolare, con pareti a traliccio. I longheroni inferiori portavano gli attacchi per i galleggianti. 
I pianetti superiori s'innestavano alla fusoliera nel suo piano di simmetria formando un diedro positivo offrendo al pilota un'ampia visibilità.
Quelli inferiori, invece, s'innestavano con un diedro verticale negativo ai correnti inferiori della fusoliera. Ai pianetti s'incernieravano le semiali.
Dell'ossatura della fusoliera facevano parte anche i tubi costituenti i longheroni dei pianetti centrali superiori ed inferiori della cellula e i relativi montanti. Le pareti laterali erano costituite da travi a maglie triangolari interamente in tubi.

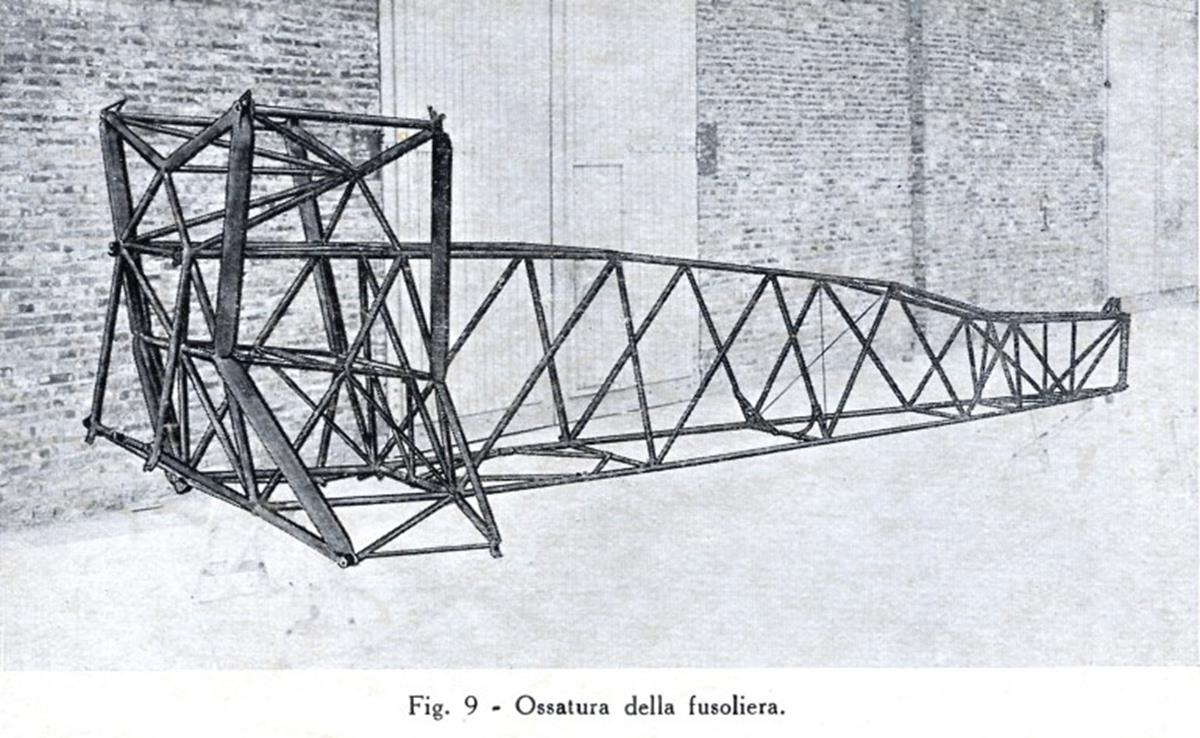
IMAM Ro43 struttura della fusoliera

Il castello motore in tubi di acciaio al cromo-molibdeno era fissato alla fusoliera mediante sei bulloni in corrispondenza degli appositi nodi realizzati nella struttura. 
Gli abitacoli dell'equipaggio erano del tipo aperto con il posto del pilota disposto anteriormente.
Il posto del pilota era munito di parabrezza e poteva essere protetto da due pannelli laterali trasparenti scorrevoli tra il parabrezza ed un tettuccio posteriore fisso, trasparente. Detti pannelli erano regolabili indipendentemente in altezza, in modo che con ciascuno di essi era possibile creare un riparo oppure con entrambi chiudere completamente il posto del pilota. Quest'ultimo disponeva di un seggiolino regolabile in altezza.
Sulla fiancata della fusoliera, in corrispondenza del posto dell'osservatore erano ricavati dei finestrini con una parte scorrevole munita di deflettore.
il rivestimento della fusoliera era costituito sul dorso sino all'attacco delle semiali superiori, da capottine metalliche in duralluminio; sul fondo, da capottine in chitonal. Le capottine erano sostenute da archetti in tubo di duralluminio e risultavano facilmente smontabili. 
Le fiancate alla cui forma contribuiva uno scheletro di listelli di abete, erano rivestite in tela.
Le strutture di forma o secondarie che servivano a supporto delle varie installazioni erano realizzate in tubi o lamiera d alluminio.
Gli impennaggi metallici erano montati a sbalzo e irrigiditi da due tiranti in filo profilato d'acciaio ad alta resistenza che collegavano il longherone del piano fisso all'estremità superiore del pennone della deriva. Inferiormente erano presenti due montantini di irrigidimento in tubo ovale di acciaio al cromo-molibdeno.
Gli impennaggi erano compensati aerodinamicamente mentre il piano fisso di coda orizzontale era regolabile
La configurazione alare simile a quella adottata dal Ro.41, era a formulazione biplana, su profili biconvessi asimmetrici, ripiegabile, con scalamento positivo e con l'ala inferiore di minore apertura. Le semiali presentavano una pianta rettangolare con raccordo rastremato all'estremità.
La struttura bilongherone, con longheroni in tubo di duralluminio trafilato, collegati da puntoni e da crociere in fili di acciaio ad alta resistenza, era suddivisa in due semiali e due pianetti alari centrali che s'innestavano alla fusoliera e che facevano parte della struttura di questa. Le semiali erano incernierate ai pianetti posteriormente, mediante snodi cardanici che costituivano, sui due lati, gli assi di rotazione per il ripiegamento delle semiali.
Le centine erano in legno a struttura reticolare, con anima in compensato di betulla.
Il rivestimento delle semiali era in tela, opportunamente trattata e verniciata, tranne il bordo d'attacco in compensato.
La capacità di flottaggio e di ammaraggio era assicurata da un galleggiante centrale collegato alla fusoliera da una travatura in tubi di acciaio e crociere e da due galleggianti laterali posti sugli sbalzi dell'ala inferiore. il galleggiante centrale era costruito in legno, rivestito in compensato di betulla adeguatamente impermeabilizzato con arsonite collante liquido e strati di tela. Era suddiviso in cinque compartimenti stagni, ciascuno munito di portello d'ispezione superiormente, ed inferiormente nella parte più bassa di tappo di aleggio. Analoga struttura per i galleggianti laterali.

### Motore
Piaggio P.X R, un radiale a 9 cilindri posizionati su un'unica stella e raffreddato ad aria, munito di riduttore e compressore a ventola, con potenza pari a 700 cavalli vapore (510 kW) a 2350 giri al minuto, ad una quota di 1000 metri. L'elica era di tipo tripala metallica, con passo regolabile a terra e diametro di 3,10 metri. Il motore è racchiuso da una capottatura ad anello tipo Magni in lamiera di alluminio.

### Sistemi e impianti
Il Ro.43 era dotato di un completo impianto ricetrasmittente comprendente un generatore R.A. 200-I, un ricevitore A.R.5, un trasmettitore R.A.200-I e un dipolo per le onde corte disposto tra l'ala inferiore e la fusoliera. Inoltre era installato un complesso fotografico costituito da una macchina fotografica OMI tipo A.P.R.3 formato 13x18 a lastre e pellicole.
Il sistema di avviamento era pneumatico ad aria compressa, fornita da un compressore Grelli LD che azionava anche il generatore dell'impianto R.T. in caso di ammaraggio forzato.
L'impianto combustibile della capacità di 696 litri in tre serbatoi in alluminio. I due principali in fusoliera e nel galleggiante principale, mentre il terzo era sotto i pianetti centrali, alimentando il motore per gravità.

### Armamento
L'armamento consisteva in una coppia di mitragliatrici Breda-SAFAT calibro 7,7 mm, una fissa in caccia, posizionata sulla parte anteriore della fusoliera davanti al pilota e sparante attraverso il disco dell'elica, ed una brandeggiabile in posizione dorsale montata su supporto ad anello di tipo Breda a comando idraulico nell'abitacolo posteriore. Nella prima serie l'arma posteriore era costituita da una Lewis a caricatore, su torretta Romeo spesso sostituita nei reparti da una Breda-SAFAT, mentre nella seconda serie fu definitivamente adottata l'arma italiana.La dotazione normale di munizioni era di 500 colpi per l'arma anteriore e 500 per la posteriore. Prevista l'installazione di una seconda arma anteriore SAFAT calibro 7,7 sincronizzata.

## Produzione
| Matricola     | Quantità | Ditta Costruttrice | Periodo                      | Note      |
| ------------- | -------- | ------------------ | ---------------------------- | --------- |
| 244           | 1        | IMAM               | novembre 1934                | prototipo |
| 27000 - 27022 | 23       | IMAM               | aprile - novembre 1936       |           |
| 27023 - 27044 | 22       | CMASA              | luglio 1936 - gennaio 1937   |           |
| 27000 - 27022 | 23       | IMAM               | aprile - novembre 1936       |           |
| 27045 - 27067 | 23       | IMAM               | febbraio - luglio 1937       |           |
| 27068 - 27090 | 23       | CMASA              | aprile - settembre 1937      |           |
| 27091 - 27111 | 21       | IMAM               | Novembre 1938 - aprile 1939  |           |
| 27112 - 27114 | 3        | IMAM               | febbraio 1939                |           |
| 27115 - 27132 | 18       | IMAM               | giugno - settembre 1939      |           |
| 27133 - 27172 | 40       | IMAM               | ottobre 1940 - maggio 1941   | 2ª Serie  |
| 27173 - 27192 | 20       | IMAM               | giugno 1940 - settembre 1941 | 2ª Serie  |

Fonte

## Impiego operativo

### Italia

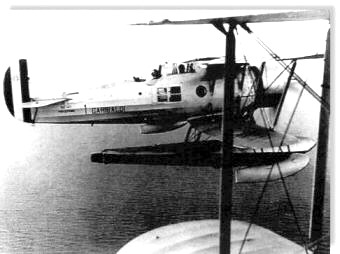
Un Ro.43 dell'incrociatore Giuseppe Garibaldi con il nome della nave leggibile sulla fusoliera.

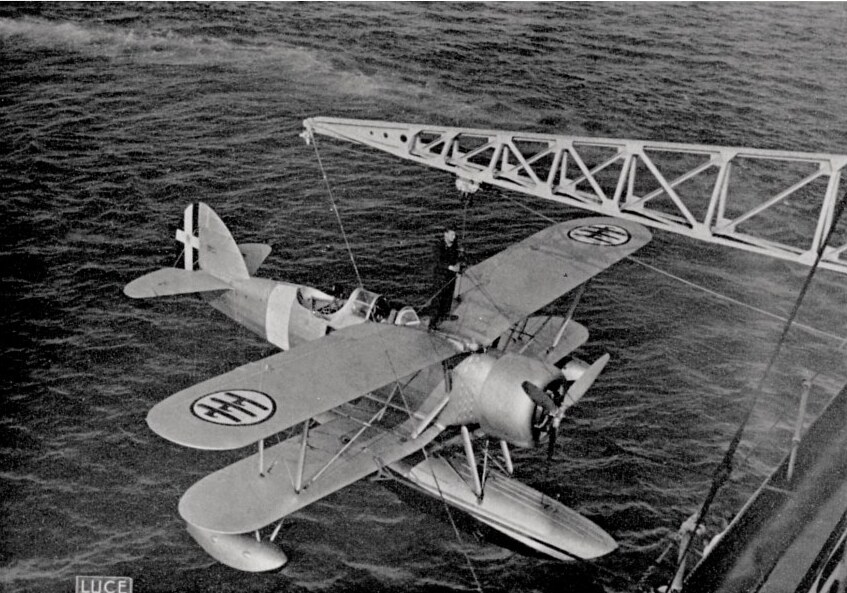
Un Ro.43 mentre viene issato con una gru su un'unità della Regia Marina.

Nel periodo interbellico i Ro.43 cominciarono ad essere consegnati alle unità, equipaggiandole normalmente in gruppi di due esemplari, come ad esempio negli incrociatori leggeri Classe Duca degli Abruzzi, ed in numero maggiore nella nave appoggio idrovolanti Giuseppe Miraglia. Le condizioni operative indicarono però che le buone prestazioni erano conseguenti ad una certa fragilità strutturale. Le operazioni di imbragatura degli esemplari per issarli di nuovo a bordo alla fine delle missioni esplorative, potevano danneggiarli. Questo ne vanificava la capacità operativa ma per mancanza di modelli alternativi e per una non impellente esigenza tattica non si cercarono nuovi modelli.

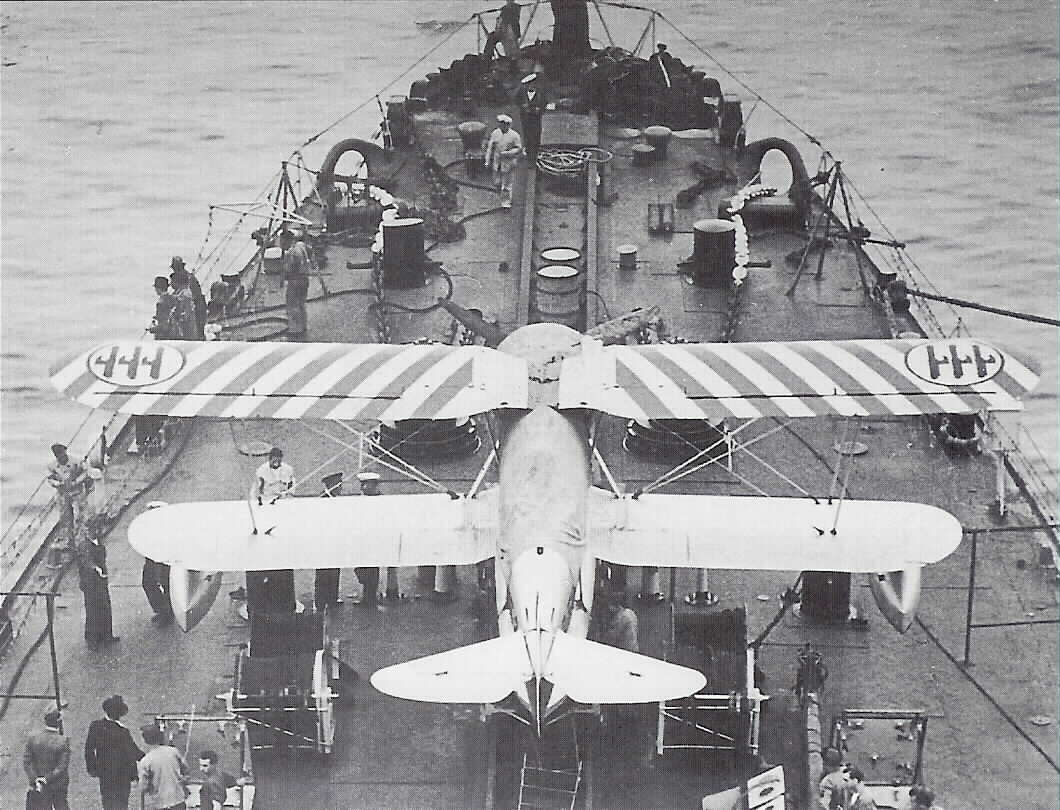
Un Ro.43 sulla catapulta dell'incrociatore pesante Zara

Con lo scoppio della seconda guerra mondiale, a causa della mancanza di un velivolo specializzato, il Ro.43 ricoprì anche il ruolo di caccia imbarcato sulla Classe Littorio, Classe Zara (incrociatore), Classe Alberto di Giussano, Classe Trento, Classe Duca d'Aosta e Classe Raimondo Montecuccoli, risultando inferiore agli avversari per la dotazione di sole due mitragliatrici Breda-SAFAT da 7,7 mm. Le già note deficienze strutturali, aggravatesi a causa dell'intenso uso, costrinsero alla progettazione di una versione migliorata ma che restava relegata al ruolo di ricognizione e di osservazione di supporto all'artiglieria navale. Rimanevano anche i problemi legati alle operazioni di reimbarco a fine missione che dovevano essere eseguite tramite l'imbragatura del velivolo, il quale veniva issato sul ponte con una gru, tutto a nave ferma e compatibilmente alle condizioni meteorologiche. Questo aumentava la vulnerabilità dell'unità navale, tanto che si preferì che i velivoli rientrassero in un idroscalo costiero per effettuare il reimbarco nelle più sicure acque portuali, a scapito della possibilità di effettuare più missioni aeree.
Questi problemi, determinanti nella battaglia di Capo Matapan, indussero alla conversione di un caccia terrestre, il Reggiane Re.2000, che con la sua versione "Catapultabile", garantiva una maggiore competitività con i caccia Alleati. Ma i nuovi Re.2000 furono troppo pochi ed il Ro.43 continuò ad essere utilizzato fino ad esaurimento della sua vita operativa. Al 1943 se ne registravano ancora 48 in servizio ed alla firma dell'armistizio di Cassibile dell'8 settembre, erano 19 gli esemplari imbarcati e 20 alle Squadriglie Forze Navali.

### Spagna
Alla data dell'armistizio, otto Ro. 43 lasciarono La Spezia il 9 settembre 1943 e si portarono in Sardegna, a La Maddalena. Durante l'attacco tedesco per occupare questo arsenale militare, due Ro.43 furono abbattuti nel tentativo di abbandonarlo, mentre gli altri giunsero alle Baleari e furono internati nelle forze aeree spagnole. Dopo un anno d'internamento, furono acquisiti dalla Spagna con la designazione HR.7, impiegati dalla II Escuadrilla del 51 Regimento de hidros sino al 1951.

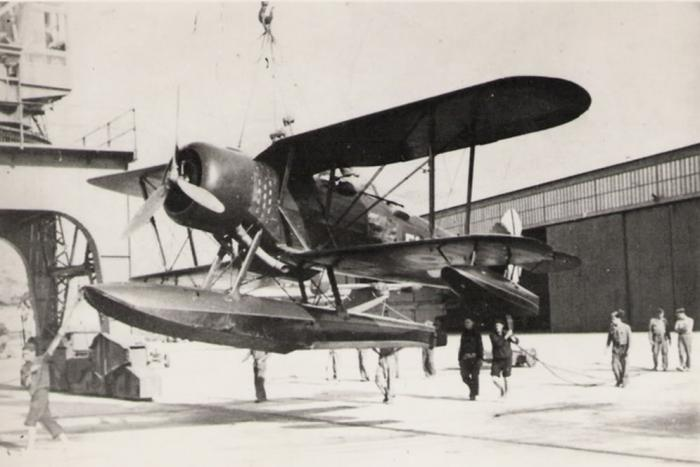
IMAM Ro.43 in servizio nella Marina Spagnola come HR.47

## Utilizzatori
Italia
- Regia Aeronautica

- Regia Marina

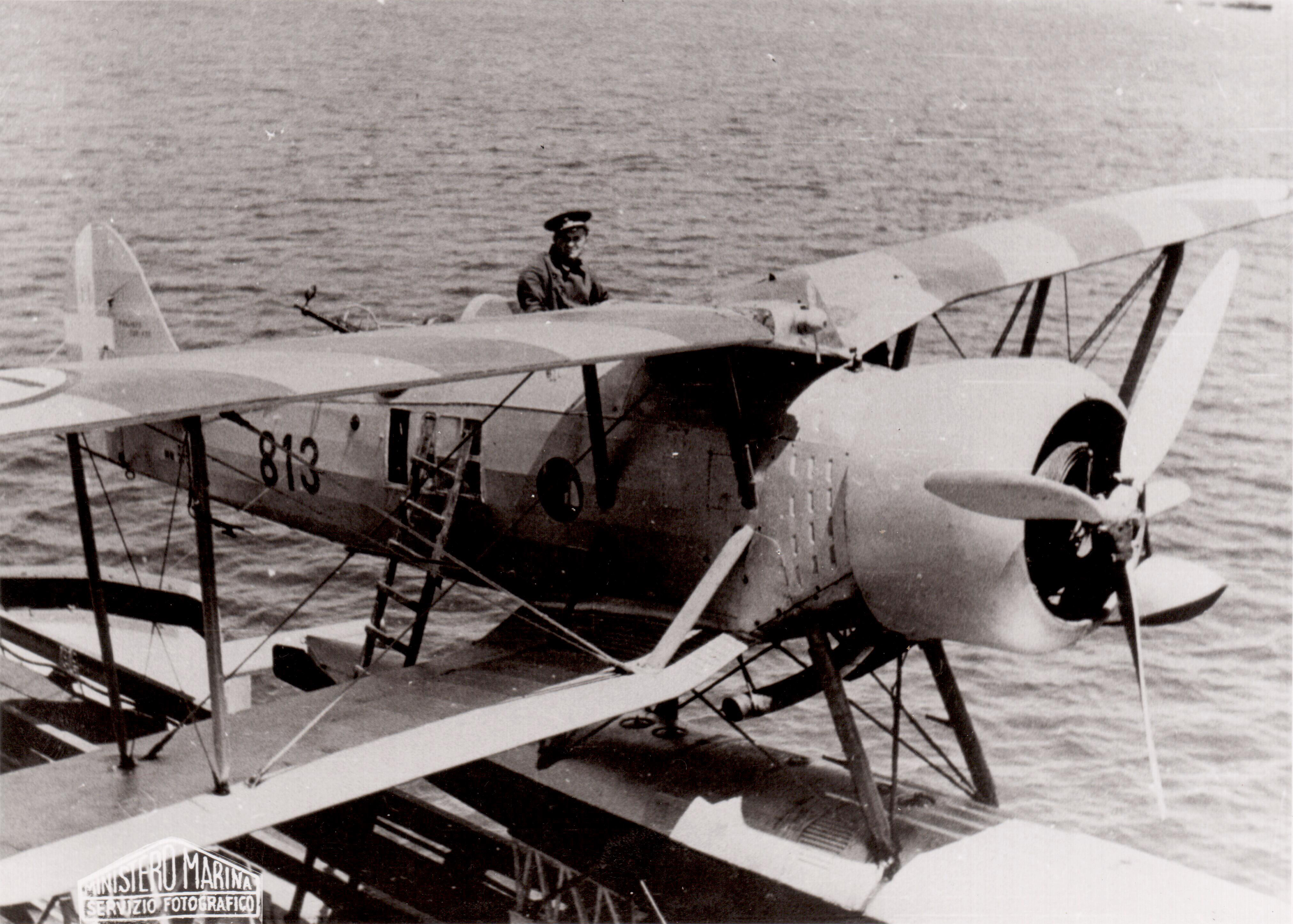
Il Ro.43 codici 813 imbarcato sull'incrociatore Duca degli Abruzzi

inquadrato nell'Aviazione ausiliaria per la Marina.

 Spagna
- Ejército del Aire

## Esemplari attualmente esistenti

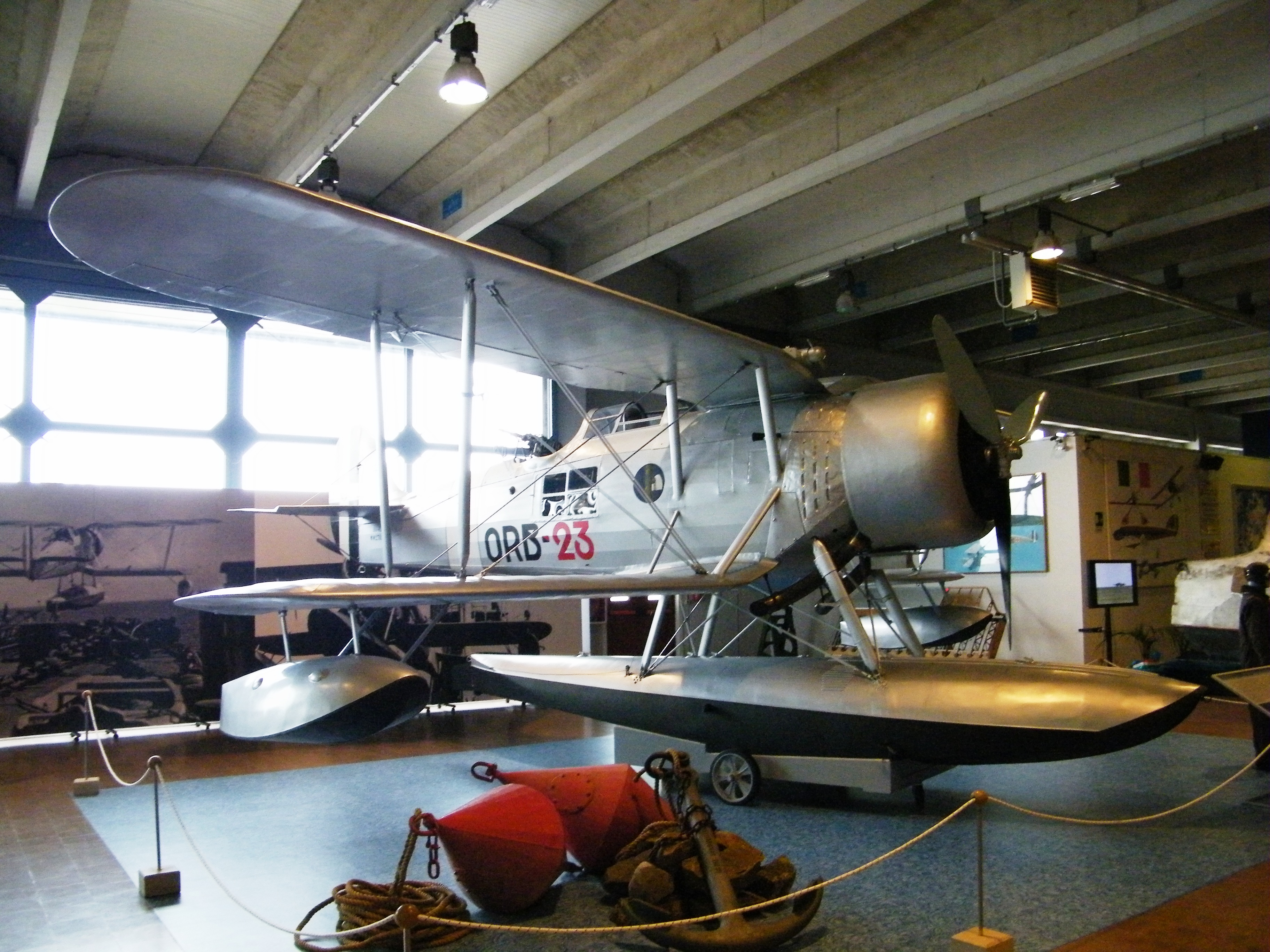
Il Ro.43 esposto al Museo storico dell'Aeronautica Militare

L'unico esemplare di Ro.43 attualmente esistente è conservato al Museo storico dell'Aeronautica Militare. Si tratta dell'esemplare MM.27050 costruito nel primo semestre del 1937 dalla IMAM. Dopo un lungo impiego su incrociatori della Regia Marina, peraltro partecipando alla battaglia di Punta Stilo del 9 luglio 1940, l'esemplare concluse la sua carriera operativa presso la Scuola Osservatorio Marittimo di Orbetello, di cui porta ancora i codici ORB-23. Recuperato nel 1972 sull'aeroporto di Roma-Centocelle, dopo due anni di restauro ad opera del personale della Sezione Manutenzione e Restauro del Museo, coordinato dal Maggiore del Genio Aeronautico r.s. Gennaro Del Franco, è stato riconsegnato al percorso espositivo del Museo il 17 novembre 2011 e da quella data nuovamente visibile al pubblico.